# Římskokatolická farnost Drnovice
Římskokatolická farnost Drnovice je územní společenství římských katolíků v Drnovicích, Ježkovicích a Račicích-Pístovicích, s farním kostelem sv. Vavřince. Farnost se nachází ve slavkovském děkanství v rámci brněnské diecéze.

## Území farnosti
Do farnosti náleží území těchto obcí:
- Drnovice – farní kostel sv. Vavřince
- Ježkovice – kaple Nejsvětějšího Srdce Páně
- Račice-Pístovice – filiální kostel Zvěstování Páně

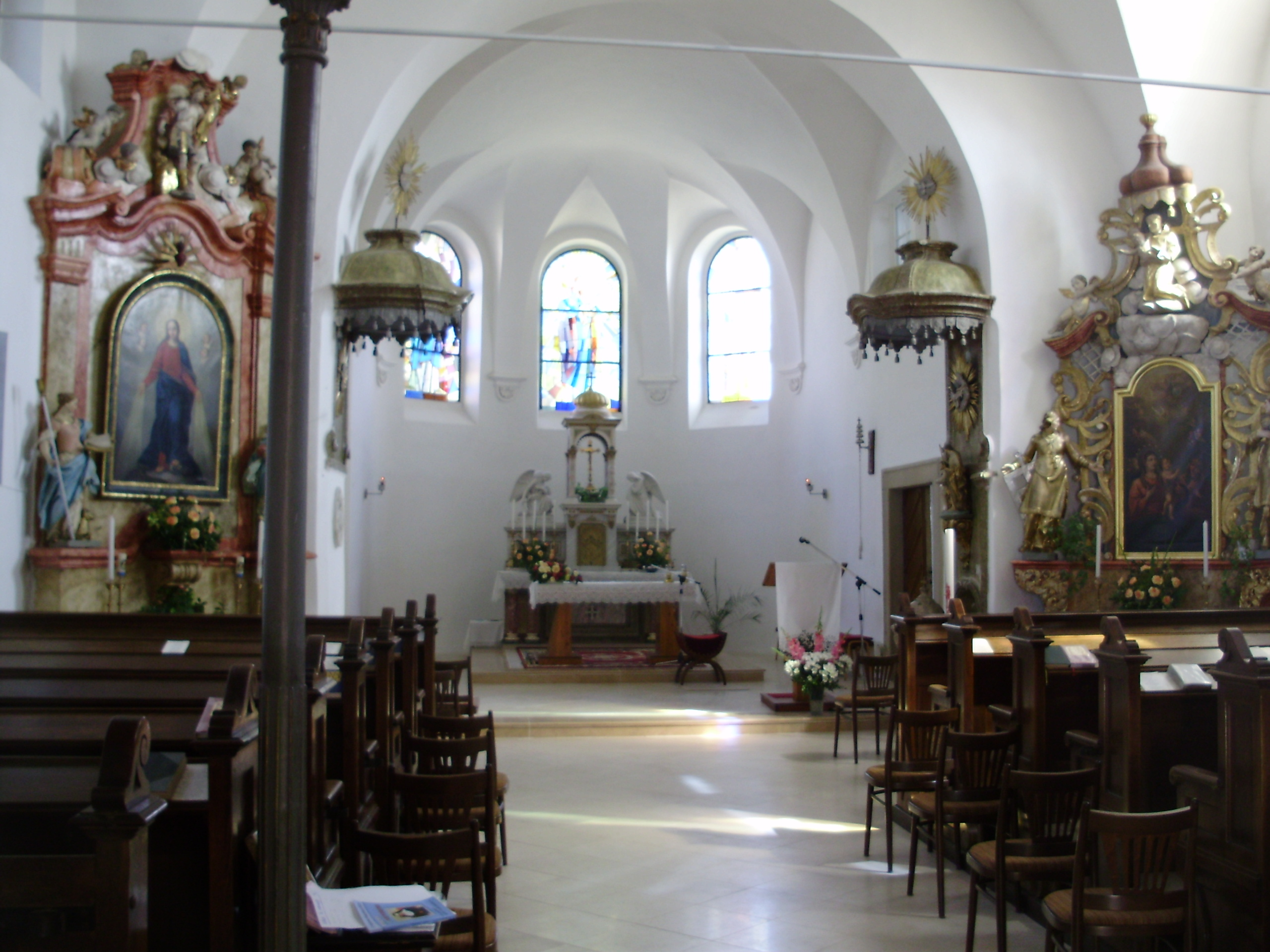
Drnovice: Farní kostel sv. Vavřince, interiér
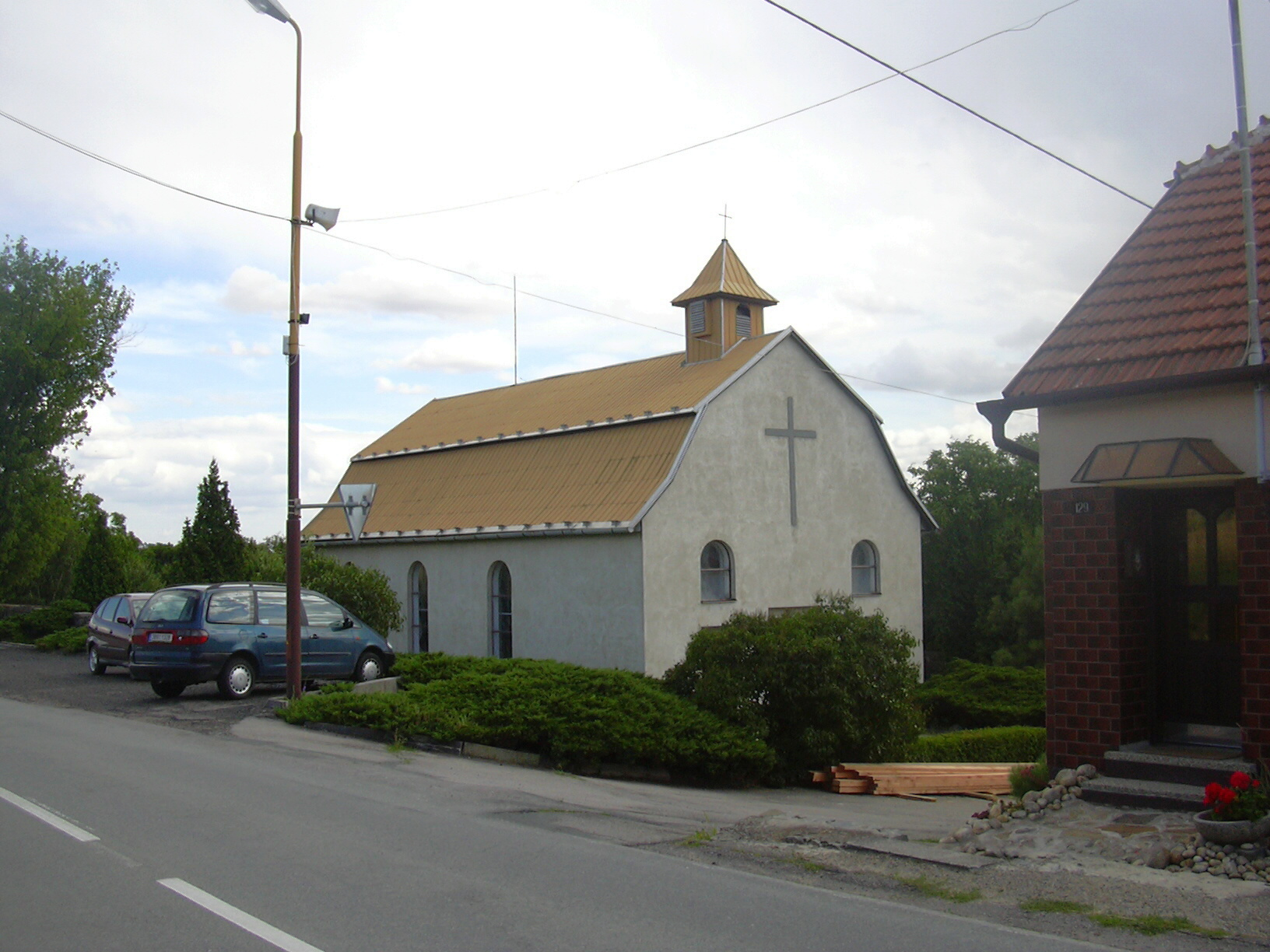
Ježkovice: kaple Nejsvětějšího Srdce Páně u hřbitova

## Historie farnosti
Datum založení a postavení prvního kostela v Drnovicích je neznámé, podle dokumentu z roku 1417 už v obci stál. Roku 1480 byl postaven kostel nový, který vyhořel v roce 1650. O dva roky později byl vystavěn současný farní chrám.
V červnu 2016 rozhodl brněnský biskup Vojtěch Cikrle o zrušení farnosti Račice a přičlenění jejího území k 1. červenci 2016 do farnosti Drnovice. Současně byly k témuž datu z rozhodnutí biskupa připojeny k drnovické farnosti Pístovice, které do té doby náležely pod správu farnosti Luleč.

## Bohoslužby
| Kostel           | Místo            | Bohoslužba (den)                           | Hodina       | Poznámka                                             |
| ---------------- | ---------------- | ------------------------------------------ | ------------ | ---------------------------------------------------- |
| svatého Vavřince | Drnovice         | neděle středa pátek                        | 8.00 18.00   | farní kostel                                         |
| Zvěstování Páně  | Račice-Pístovice | první sobota v měsíci (během letního času) | 18.00 (léto) | filiální kostel, v zimním období se mše zde nekonají |

## Duchovní správci
Přehled drnovických farářů je doložen od roku 1580. Od 15. září 2024 je farářem P. Mgr. Marián Kalina.
1. P. Filip - se připomíná 1580 - téhož roku přeložen do Dražovic
2. P. Jan František Voncký - přichází kolem roku 1630, 1633 odešel
3. P. Vilém Adam Dobrodinský /polský kněz/ - 4.5. 1634, před r. 1640 odešel do Senice
4. P. Konstantin Šinal od 17.12.1641 1650 - 1660 byly Drnovice pod duchovní správou v Dědicích 1660 - 1680 byly Drnovice pod duchovní správou ve Vyškově
5. P Jakub František Křupal 25.11.1671
6. P. Daniel Ferdinand Kirchner 6.12.1674, odešel do Otaslavic
7. P. Václav Dominik Lakošý 23.3.1677, po 5 letech odešel do Břestu
8. P. Daniel Ferdinand Kirelmer 9.4.1682, po půl roce odešel do Virnice
9. P. Pavel Ignác Ličovský 25.11.1683, asi po půl roce odešel do St. Rousínova
10. P. Kristian Loucký 18.7.1684 - 1.8.1690 odešel do Křižanovic
11. P. Řehoř Klement Šindler 1690 - 1691 odešel do
12. P. Jan Ignác Hrabovský 20.12.1691 - 12.1707 odešel do Vyškova
13. P. Jakub Nesvadba 11.1.1708 - 12.6.1735 zde zemřel
14. P. František Maximiliín Groeger 11.7.1735 - 13.9.1750 odešel do Lysic
15. P. Severin Habinger 1750 - 12.2.1761 zde zemřel
16. P. Antonín Bolik 12.2.1761 - 28.1.1775 zde zemřel
17. P. Klement Kratochvil 1775 - 1779 odešel do Mikulova
18. P. Josef Slanečka 1.4.1779 - 28.8.1797 zde zemřel
19. P. Sigfrid Čáp 18.10. 1797 - 11.4.1814 zde zemřel
20. P. Jan Nepomucký Michele 29.6.1814 - 12.1.1821 zde zemřel ve 32 letech
21. P. František Trávníček 15.4.1821 - 1827 zde zemřel
22. P. Josef Svoboda 12.9.1827 - 29.11.1865 zde zemřel
23. P. Antonín Gottwald 7.3.1866 - 15.5.1884 zde zemřel
24. P. Antonín Král 10.11.1884 - 11.1.1893 zde zemřel a pohřben u kostela
25. P. Ignác Oplatek 19.4.1893 - 11.6.1900 zde zemřel a pohřben u kostela
26. P. Jan Odstrčil 13.8.1900 - 30.7.1927
27. P.  František Hrubý 1.6.1928 - 30.12.1948
28. P. František Dvořák 30.12.1928 - 24.4.1954 zatčen státní bezpečností
29. P. František Šafář 11.6.1954 - 19.2.1977 zde zemřel
30. P. Lubomír Černý 1.6.1977 - 30.6.1987
31. P. Antonín Špaček 1.7.1987 - 3.10.1992 odešel do Valče
32. P. Jindřich Kotvrda 4.10.1992 - 30.6.1993 odešel do Australie
33. P. Jan Pouchlý 1.7.1993 - 31.7.1995 odešel do Slatiny
34. P. Vojtěch Oldřich Divácký 1.8.1995 - 6.9.2006
35. P. Jiří Paleček 6.9.2006 - 30.9.2008
36. P. Milan Vavro 1.10. 2008 - 30.6.2009 administrátor ad interim
37. P. Mikuláš Wawrowski /kněz polské arcidiecéze Katowice/1.7.2009 - 1.8.2024
38. P. Mgr. Marián Kalina 15.9.2024 -

## Aktivity farnosti
Dnem vzájemných modliteb farností za bohoslovce a bohoslovců za farnosti brněnské diecéze je 22. září. Adorační den připadá na 24. ledna.
Ve farnosti působí modlitební hnutí modlitby matek, farníci se modlí živý růženec.
Ve farnosti se pravidelně pořádá tříkrálová sbírka. V roce 2016 se při sbírce vybralo v Drnovicích 55 169 korun. 

## Primice
Ve farnosti slavil 29. června 2008 primiční mši svatou novokněz Jan Bezděk.